# Abdij van Petershausen
De Abdij van Petershausen was een tot de Zwabische Kreits behorende abdij binnen het Heilige Roomse Rijk.
In 983 stichtte bisschop Gebhard II van Konstanz de Benedictijnenabdij Petershausen op de noordelijke oever van de Rijn tegenover de stad Konstanz. Petershausen is nu een deel van de stad; de abdij is nu een museum.
In 1566 werd het klooster rijksvrij na een lange strijd met het prinsbisdom Konstanz en de rijksstad Konstanz. In 1575 volgde de toelating tot het College van Zwabische Rijksprelaten in de Rijksdag
In 1581 werd de abdij Sankt Georg te Stein am Rhein met de proostdij Klingenzell in Thurgau bij de abdij Petershausen ingelijfd.
Paragraaf 5 van de Reichsdeputationshauptschluss van 25 februari 1803 voegde de abdij bij het keurvorstendom Baden.

## Gebied
- heerlijkheden Hilzingen en Herdwangen
- de landshoogheid over Ebratsweiler
- de hof Schopfloch bij Engen.